# Eccellenza Toscana 1994-1995
Il campionato italiano di calcio di Eccellenza regionale 1994-1995 è stato il quarto organizzato in Italia. Rappresenta il sesto livello del calcio italiano.
Questo è il campionato regionale della regione Toscana.

## Aggiornamenti
A seguito del fallimento del Pisa Sporting Club già retrocesso in Serie C1, è stata fondata ufficialmente, in luogo della società fallita, l'Associazione Calcio Pisa ammessa dalla Federazione al campionato di Eccellenza.

## Girone A

### Squadre partecipanti
| Squadra                     | Città                          |
| --------------------------- | ------------------------------ |
| U.S. Bozzano                | Massarosa (LU)                 |
| A.S. Calzaturieri           | Santa Maria a Monte (PI)       |
| Pol. Cascina                | Cascina (PI)                   |
| S.S. Castelfiorentino       | Castelfiorentino (FI)          |
| U.S. Castelnuovo Garfagnana | Castelnuovo di Garfagnana (LU) |
| S.C. Cerretese              | Cerreto Guidi (FI)             |
| A.S. Cuoiopelli             | Santa Croce sull'Arno (PI)     |
| U.S. Forcoli                | Forcoli (PI)                   |
| U.S. Forte dei Marmi        | Forte dei Marmi (LU)           |
| U.S. Isola d'Elba           | Capoliveri (LI)                |
| U.S. Larcianese             | Larciano (PT)                  |
| U.S. Perignano              | Lari (Italia) (PI)             |
| U.S. Piombino               | Piombino (LI)                  |
| A.C. Pisa                   | Pisa (PI)                      |
| A.C. Quarrata Olimpia       | Quarrata (PT)                  |
| U.S. Sangimignanese         | San Gimignano (SI)             |
| G.S. Tuttocalzatura         | Castelfranco di Sotto (PI)     |
| A.C. Viareggio              | Viareggio (LU)                 |

### Classifica finale
|  | Pos. | Squadra          | Pt | G  | V  | N  | P  | GF | GS | DR  |
|  | ---- | ---------------- | -- | -- | -- | -- | -- | -- | -- | --- |
|  | 1.   | Viareggio        | 50 | 34 | 18 | 14 | 2  | 38 | 12 | +26 |
|  | 2.   | Castelnuovo      | 42 | 34 | 14 | 14 | 6  | 27 | 15 | +12 |
|  | 3.   | Larcianese       | 40 | 34 | 13 | 14 | 7  | 28 | 18 | +10 |
|  | 4.   | Cerretese        | 40 | 34 | 13 | 14 | 7  | 34 | 29 | +5  |
|  | 5.   | Tuttocalzatura   | 39 | 34 | 13 | 13 | 8  | 38 | 21 | +17 |
|  | 6.   | Calzaturieri     | 38 | 34 | 14 | 10 | 10 | 33 | 19 | +14 |
|  | 7.   | Cuoiopelli       | 36 | 34 | 10 | 16 | 8  | 25 | 23 | +2  |
|  | 8.   | Isola d'Elba     | 34 | 34 | 11 | 12 | 11 | 31 | 32 | -1  |
|  | 9.   | Perignano        | 33 | 34 | 7  | 19 | 8  | 21 | 22 | -1  |
|  | 10.  | Pisa             | 33 | 34 | 11 | 11 | 12 | 30 | 33 | -3  |
|  | 11.  | Bozzano          | 31 | 34 | 10 | 11 | 13 | 27 | 34 | -7  |
|  | 12.  | Cascina          | 31 | 34 | 9  | 13 | 12 | 26 | 33 | -7  |
|  | 13.  | Forte dei Marmi  | 30 | 34 | 9  | 12 | 13 | 21 | 27 | -6  |
|  | 14.  | Castelfiorentino | 30 | 34 | 7  | 16 | 11 | 26 | 32 | -6  |
|  | 15.  | Piombino         | 29 | 34 | 7  | 15 | 12 | 17 | 25 | -8  |
|  | 16.  | Forcoli          | 28 | 34 | 8  | 12 | 14 | 28 | 40 | -12 |
|  | 17.  | Sangimignanese   | 27 | 34 | 5  | 17 | 12 | 22 | 32 | -10 |
|  | 18.  | Quarrata         | 21 | 34 | 6  | 9  | 19 | 22 | 47 | -25 |

Legenda:
      Promosso nel Campionato Nazionale Dilettanti 1995-1996.
 Ammesso ai Play-Off nazionali.
      Retrocesso in Promozione Toscana 1995-1996.
Note:
Due punti a vittoria, uno a pareggio, zero a sconfitta.
Il Castelnuovo, che non ha vinto i play-off nazionali, e il Pisa sono poi stati ripescati in C.N.D.

## Girone B

### Squadre partecipanti
| Squadra                      | Città                           |
| ---------------------------- | ------------------------------- |
| U.S. Antella                 | Antella (FI)                    |
| A.S. Barberino Mugello       | Barberino di Mugello (FI)       |
| A.S. Casteldelpiano          | Castel del Piano (GR)           |
| A.C. Dante                   | Arezzo (AR)                     |
| Pol. Firenze Ovest           | Firenze (FI)                    |
| A.C. Foiano                  | Foiano della Chiana (AR)        |
| A.S. Fortis Juventus 1909    | Borgo San Lorenzo (FI)          |
| U.S. Grassina                | Grassina (FI)                   |
| A.C. Lanciotto               | Campi Bisenzio (FI)             |
| U.S. Levane                  | Montevarchi (AR)                |
| A.C. Marino Mercato Subbiano | Subbiano (AR)                   |
| Pol.Nuova Società Chiusi     | Chiusi (SI)                     |
| A.C. Poppi                   | Poppi (AR)                      |
| A.S. Scandicci Calcio        | Scandicci (FI)                  |
| U.S. Tegoleto                | Civitella in Val di Chiana (AR) |
| A.S. Virtus Chianciano       | Chianciano Terme (SI)           |

### Classifica finale
|  | Pos. | Squadra                 | Pt | G  | V  | N  | P  | GF | GS | DR  |
|  | ---- | ----------------------- | -- | -- | -- | -- | -- | -- | -- | --- |
|  | 1.   | Virtus Chianciano       | 39 | 30 | 14 | 11 | 6  | 44 | 30 | +14 |
|  | 2.   | Fortis Juventus         | 38 | 30 | 12 | 14 | 4  | 28 | 15 | +13 |
|  | 3.   | Barberino               | 38 | 30 | 14 | 10 | 6  | 40 | 27 | +13 |
|  | 4.   | Nuova Società Chiusi    | 37 | 30 | 10 | 17 | 3  | 36 | 22 | +14 |
|  | 5.   | Dante Arezzo            | 34 | 30 | 10 | 14 | 6  | 26 | 24 | +2  |
|  | 6.   | Lanciotto               | 33 | 30 | 8  | 17 | 5  | 29 | 28 | +1  |
|  | 7.   | Scandicci               | 30 | 30 | 6  | 18 | 6  | 30 | 26 | +4  |
|  | 8.   | Levane                  | 30 | 30 | 10 | 10 | 10 | 28 | 25 | +3  |
|  | 9.   | Firenze Ovest           | 29 | 30 | 8  | 13 | 9  | 23 | 23 | 0   |
|  | 10.  | Marino Mercato Subbiano | 29 | 30 | 10 | 9  | 11 | 35 | 39 | -4  |
|  | 11.  | Tegoleto                | 28 | 30 | 8  | 12 | 10 | 26 | 29 | -3  |
|  | 12.  | Grassina                | 28 | 30 | 8  | 12 | 10 | 22 | 28 | -6  |
|  | 13.  | Antella                 | 27 | 30 | 7  | 13 | 10 | 26 | 30 | -4  |
|  | 14.  | Poppi                   | 27 | 30 | 7  | 13 | 10 | 22 | 37 | -15 |
|  | 15.  | Foiano                  | 18 | 30 | 3  | 12 | 15 | 14 | 35 | -21 |
|  | 16.  | Casteldelpiano          | 15 | 30 | 3  | 9  | 18 | 26 | 47 | -21 |

Legenda:
      Promosso nel Campionato Nazionale Dilettanti 1995-1996.
 Ammesso ai Play-Off nazionali.
      Retrocesso in Promozione Toscana 1995-1996.
 Retrocessione diretta.
Note:
Due punti a vittoria, uno a pareggio, zero a sconfitta.
Poppi retrocesso dopo aver perso lo spareggio contro l'ex aequo Antella.
- In seguito al presunto tesseramento irregolare del portiere Guerriero da parte del Dante Arezzo, alcune squadre furono beneficiate a tavolino della vittoria contro la società aretina, tra queste la Fortis Juventus che ottenne due punti fondamentali per la vittoria del torneo. Ma, a campionato finito, la Caf ribaltò la sentenza restituendo i punti al Dante. Questo fece sì che alla fine la Fortis Juventus si ritrovò decurtata dei due punti e la vittoria del campionato andò alla Virtus Chianciano.

### Spareggio promozione
|                 | Risultato     |           | Luogo e data |
| --------------- | ------------- | --------- | ------------ |
| Fortis Juventus | 1-1 (7-5 dcr) | Barberino | ?, ? 1995    |
|                 |               |           |              |

La Fortis Juventus perde poi lo spareggio intergirone con il Castelnuovo Garfagnana.

### Spareggio salvezza
|         | Risultato     |       | Luogo e data |
| ------- | ------------- | ----- | ------------ |
| Antella | 1-1 (3-0 dcr) | Poppi | ?, ? 1995    |
|         |               |       |              |